# Acrelândia
Acrelândia är en kommun i Brasilien.   Den ligger i delstaten Acre, i den västra delen av landet, 2 100 km väster om huvudstaden Brasília. Antalet invånare är 12 538.
I omgivningarna runt Acrelândia växer i huvudsak städsegrön lövskog. Trakten runt Acrelândia är nära nog obefolkad, med mindre än två invånare per kvadratkilometer.